# 喬治·華盛頓號彈道潛艇
喬治·華盛頓號彈道核子潛艇（USS George Washington SSBN-598，簡稱華盛頓號），又常暱稱為喬治魚（Georgefish），是一艘於1959年至1985年之間服役於美國海軍的核子動力潛艇，為5400噸排水量的喬治·華盛頓級的一號艦，也是美國海軍乃至於全世界第一艘成軍的戰略彈道飛彈潛艇（Ballistic Missile Submarine）。以美國國父喬治·華盛頓為名的喬治·華盛頓號是美國海軍曾經操作過的第三艘同名艦艇，也是第一艘專為作戰用途建造的同名艦（之前的兩艘喬治·華盛頓號都是以普通船隻轉做軍事用途）。

## 歷史

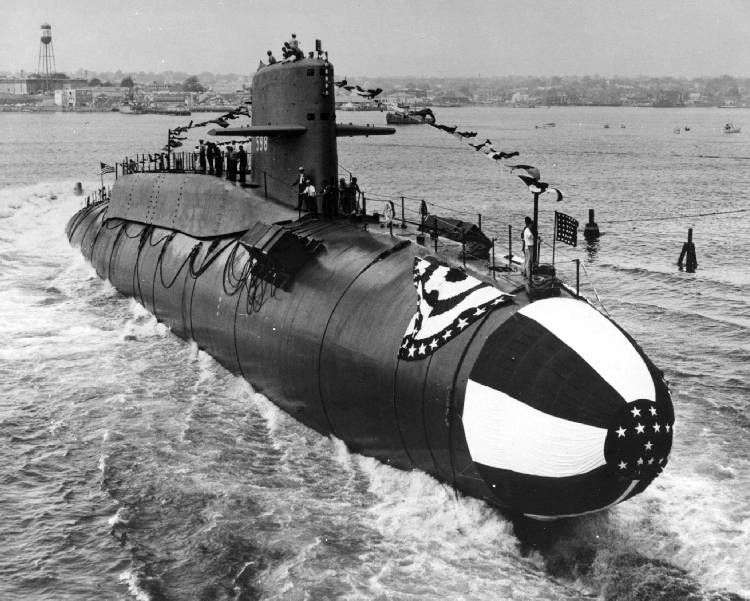
1959年6月9日，在康州格羅頓進行下水儀式的華盛頓號。

華盛頓號的建造緣起，可以回溯到美國在二戰結束之後，參考二戰後擄獲的大日本帝國海軍伊四〇〇型潛艦以潛艇作對地攻擊的概念，並嘗試在巴劳鱵级潜艇小鯊魚號上試射納粹德國的V-1飛彈而以此所開發出獅子座飛彈（Regulus）。然而，獅子座飛彈因為發射時的準備程序繁複、且只能自水面上發射，在發射過程中潛艇必須保持浮在水面上的狀態，而大幅增加遭到攻擊的風險。為此美國軍方委託洛克希德（Lockheed，今洛克希德·馬丁的前身）著手開發後繼的北極星飛彈（Polaris），是一款使用兩階段點燃固態燃料火箭作為推進、可以攜帶核子彈頭的新型艦隊彈道飛彈（Fleet Ballistic Missiles, FBM）。因兩階段點燃的運作方式，北極星飛彈可由潛艇自水面下直接發射，飛彈上昇突破水面之後再點燃第二段推進，朝攻擊目標飛去。為了配合這種新形態的潛射飛彈設計，潛艇必須擁有一種在過去不曾存在的設備——垂直發射彈艙，而成為開發建造華盛頓級潛艇的主要目的。
華盛頓號是在1957年11月1日時，在通用動力公司的電力船隻部門（Electric Boat Division，今通用動力電船公司前身）位於康乃狄克州格羅頓（Groton, CT）的船塢安放龍骨起造。這具船身在起造時原本是預計給另外一艘船艦——鰹魚級（Skipjack-class）攻擊潛艇六號艦、蠍子號（USS Scorpion SSN-589）——使用，但在建造半途臨時於船身中後段插入一截40公尺長的彈道飛彈發射艙，改建成彈道潛艇用途，而蠍子號則另行改用另一套同型的船身。當時美國政府授權海軍更改兩艘攻擊潛艇的建造，轉建為彈道潛艇，除了由蠍子號改建的華盛頓號外，另一艘是更改設計時完全還未動工的杜父魚號（USS Sculpin SSN-590），也就是後來的華盛頓級二號艦派屈克·亨利號（USS Patrick Henry SSBN-599）。 
華盛頓號於1959年6月9日時，由時任財政部長的前海軍部長羅伯·安德森（Robert B. Anderson）之夫人擲瓶受洗後下水，並於同年12月30日就役，賦予SSBN-598的舷號。

### 新制度與水底試射
就役後的華盛頓號隸屬於美國海軍第14潛水艇中隊（SUBRON-14），這是一個只比華盛頓號早誕生一些的嶄新單位，於1958年7月1日時由時任上校的諾維爾·瓦德（Capt. Norvell G. Ward）建立。以英國蘇格蘭神聖湖（Holy Loch）為母港的SUBRON-14，主要任務是在華盛頓號成軍之前先建立起一套與戰略彈道潛艇操作相關的行動準則，並在新艦就役後負責相關的人員訓練、裝備與管理工作。SUBRON-14是美國海軍第一個發展出兩班制船員輪調制度的單位，將華盛頓號上的船員分為藍組與金組，包括管理的軍官系統在內，各自擁有完全不同的人員配置。配合核子彈道潛艇需長期躲藏在海中不能洩漏蹤跡的運作特性，所有人員一年只值勤180天，並以通常為期66天的任務週期輪流，其中一組人負責操作潛艇出海，而不值勤的另一組人則在岸上休長假，或進行必要的陸上訓練，以兼顧任務需要又不至於影響船員的家庭生活。利用輪班制度，包括華盛頓號在內的核子彈道潛艇可以一年四次的頻率進行其核子嚇阻巡航（nuclear deterrent patrol）任務:2。
兩組人中率先投入運作的藍組之首任艦長為詹姆斯·奧斯朋（James B. Osborn）。除了是新船級的首號艦之外，由於華盛頓號也是一個全新軍艦種類（彈道潛艇）的第一艘，該艦在就役初期大都用於各種航行測試用途，包括在1960年7月20日時進行的北極星飛彈試射。在試射當天的午後，華盛頓號自佛羅里達州卡納維爾角（Cape Canaveral）的大西洋飛彈試射場（Atlantic Missile Test Range，今東部試射場的前身）外海的水底成功發射一枚北極星A-1飛彈，並在發射成功後於12時39分去電當時的美國總統艾森豪告知此歷史性的消息，其電文內容「POLARIS — From out of the deep to target. Perfect.」（北極星——從深海到目標。完美。）成為核子競賽年代一個非常重要的里程:1。兩小時後，華盛頓號又發射了第二枚北極星飛彈，並成功擊中約1,800公里外的一個預設地點。這次的試射成功代表核子武器發展史又進入一個新的階段，擁有潛射彈道飛彈之後潛艇在發射飛彈時不會遭到空中的人造衛星或偵察機察覺而暴露行蹤，使得對手無法利用先發制人的方式或以報復性攻擊摧毀作為行動匿蹤核武發射平台的戰略潛艇，保持美軍的嚇阻性優勢。
在完成第一次的試射工作之後，華盛頓號航行至卡納維爾角，在那兒由小約翰·佛朗（John L. From, Jr.）率領的金組接手了華盛頓號的操作。華盛頓號在1960年10月28日時抵達母港南卡羅來納州查爾斯頓（Charleston, S.C.），與其母艦普羅透斯號（USS Proteus AS-19）會合:2，並在該地裝填了16枚北極星飛彈，是該艦首度全副武裝的紀錄。武裝完成後藍組再次接手華盛頓號的運作，在奧斯朋艦長的指揮下，於11月15日開始進行其成軍以後的第一次核子嚇阻巡航任務。此次巡航持續了66天又10小時，華盛頓號在翌年（1961年）年初返抵新倫敦，在進行為期21天的整補工作之後，由金組換班，執行該組第一次的核子嚇阻巡航任務:2。
1965年，華盛頓號首次返回格羅頓的電船公司船塢，進行核燃料添加工程，在此之前該艦已經累積了超過10萬海里（相當於19萬公里）的航程紀錄。配合這次回廠，華盛頓號也同時進行了設備升級，包括可以對應新型北極星A-3飛彈的系統升級，並增添了許多可以提升船員生活品質的設備:2。在歷經超過一年以上的燃料再添加與功能改裝工程後，華盛頓號在1966年時重新加入艦隊，繼續執行核子嚇阻巡航任務，直到1970年時，再度進廠進行第二次核燃料再添加工程，並於1971年11月返回崗位:2。
在美國海軍於1972年10月17日發佈的命令中，公告華盛頓號的母港將自查爾斯頓轉移至夏威夷珍珠港。1973年1月，當華盛頓號完成其在大西洋海域的最後一次巡航後，正式轉移駐地，改在太平洋地區繼續執行核子嚇阻巡航任務:2。
在華盛頓號之後，在冷戰時代美國陸續建造了41艘彈道飛彈潛艇，是當時支撐美國核子嚇阻力量的主幹。這41艘美國方面稱之為「自由41」（41 For Freedom）的彈道飛彈潛艇艦隊包含喬治·華盛頓級到班哲明·富蘭克林級（Benjamin Franklin-class）五個不同的艦級，並曾配備過北極星、海神（Poseidon）與三叉戟（Trident）三個不同世代的洲際飛彈系統。

### 日昇丸事件
1981年4月9日，華盛頓號在中國與日本之間、距離九州佐世保港約200公里、屬於公海範圍的東海海域中，因未公開的原因緊急浮出水面，並在浮出水面的瞬間撞擊到2,390噸排水量的日本籍貨船日昇丸號（Nissho Maru），造成日昇丸號嚴重受損、迅速於15分鐘後沈沒。在這起意外中華盛頓號僅有帆罩部位輕微受損，但日昇丸號上落水的15名船員中，只有13人獲救，船長與大副2人喪命:8。
在碰撞事故發生後華盛頓號於短時間內就離開了現場，另一架在附近空域巡弋的P-3獵戶座反潛巡邏機也並未實際對船員提供援助，落水船員靠救生艇在海面上漂流約20小時後，才由日本海上自衛隊的護衛艦秋雲號（JDS Akigumo DD-120）與青雲號（JDS Aokumo DD-119）救起。此事件曾一度造成美日兩國之間的關係緊張，日方質疑為何美國的戰略潛艦會出現在距離日本領海不過20海里的敏感地帶從事不明的動作，且在事件發生後拖延35小時才通報日本當局。此事件最後是由美國總統隆納·雷根出面表達遺憾並承諾會做出相關懲處與補償，才告一段落。日本方面常以「美核子潛艇肇事逃逸事件」稱呼日昇丸事件:8。

### 用途更改與退役

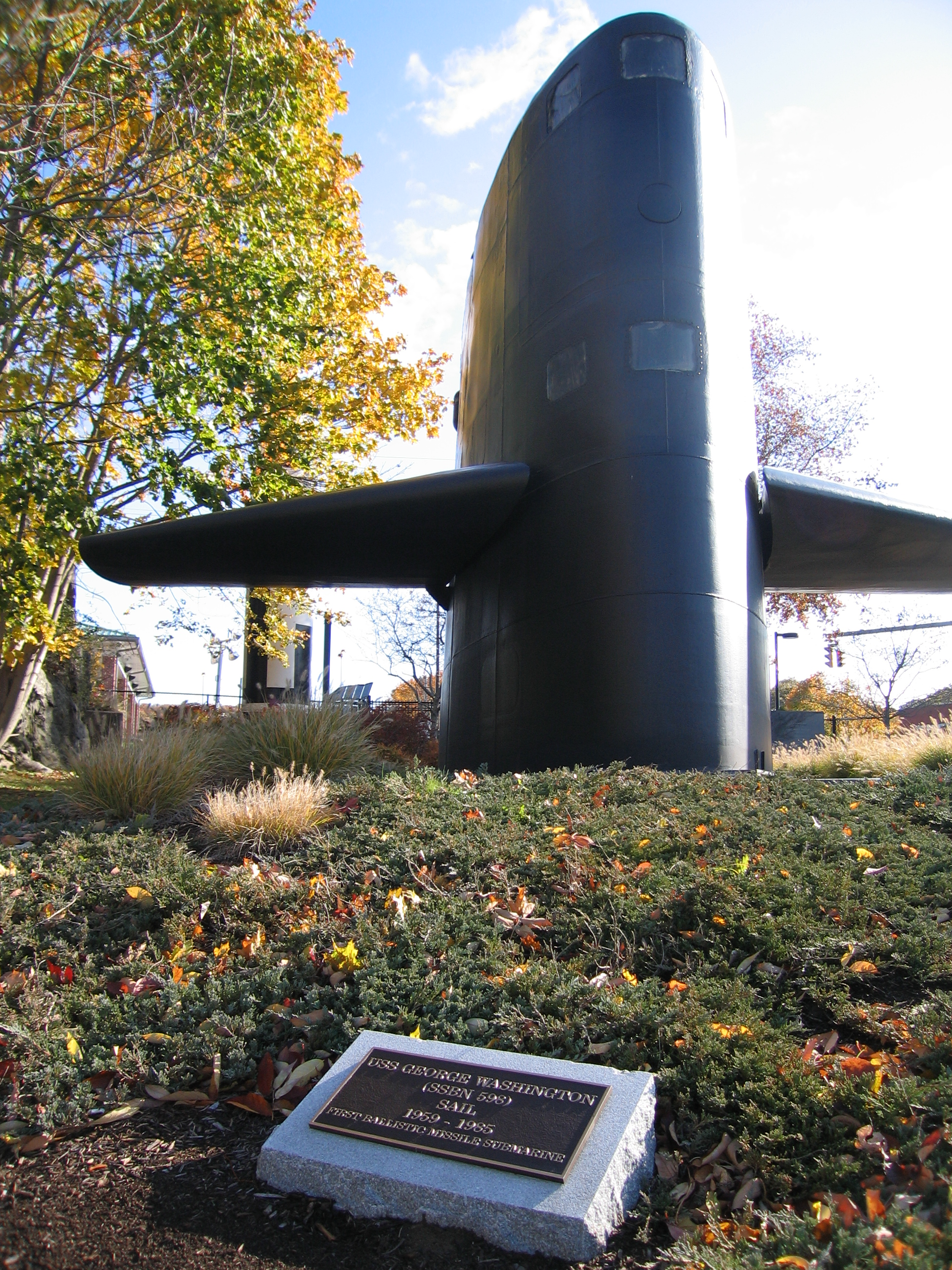
被安置在潛艦部隊圖書館暨博物館作為展示收藏的華盛頓號罩帆。

1982年，華盛頓號在完成了最後一趟核子嚇阻巡航任務之後，返回母港珍珠港。隔年的1983年，華盛頓號在華盛頓州的班戈海軍潛艇基地（Naval Submarine Base Bangor，今基察普海軍基地前身之一）卸除核子飛彈武裝，改作為一般的核子攻擊潛艇（SSN）使用。這是美國方面對應1969年至1972年之間進行的第一次戰略武器限制談判（1st Strategic Arms Limitation Talks, SALT I）所進行的核武軍備裁減工作之一環。除了華盛頓號外，同級的姊妹艦派屈克·亨利號（USS Patrick Henry SSBN-599）與羅伯·李號（USS Robert E. Lee SSBN-601）也進行過相同的改裝與改級工程，雖然當時並沒有替這幾艘改裝過的戰略潛艇制訂新的分類級別，但此舉卻可說是日後巡弋飛彈潛艇（SSG/SSGN）的濫觴。在多年後的2002年至2008年之間，美國軍方陸續將4艘俄亥俄級（Ohio-class）彈道潛艇改裝為巡弋飛彈潛艇。可兼顧核武裁減的需要，卻又不會因為不必要的船隻除役而造成浪費。
在短暫的攻擊潛艇生涯之後，華盛頓號於1985年1月24日正式除役，於隔年的4月30日自《美國海軍船籍》上註銷。華盛頓號最後是在普吉灣海軍船廠（Puget Sound Naval Shipyard）報廢拆除。在拆除的過程中其帆罩被保留下來，成為位在康乃狄克州格羅頓的潛艦部隊圖書館暨博物館（Submarine Force Library and Museum）之室外紀念收藏之一。

## 武裝
作為一艘彈道潛艇，華盛頓號主要的武裝是16枚北極星A1飛彈，但艦上仍配置有六組21吋（533mm）魚雷發射管，可以發射Mk 16、Mk 37與Mk 48型魚雷，提供基本的自衛與對潛、對艦攻擊能力。
1965年10月14日，華盛頓級五號艦亞伯拉罕·林肯號（USS Abraham Lincoln SSBN-602）返回美國本土卸除其上的北極星A1飛彈，以進行核燃料再添加工程。在林肯號上的北極星A1卸除之後，此型飛彈正式除役，華盛頓級的五艘潛艇都在進行第一次的燃料再添加工程之後換裝了改良型的北極星A3。